# Edward Faulkner
Edward Faulkner, nato Fielden Edward Faulkner II (Lexington, 29 febbraio 1932), è un attore statunitense.

## Filmografia parziale

### Cinema
- McLintock!, regia di Andrew V. McLaglen (1963)
- Come uccidere vostra moglie (How to Murder Your Wife), regia di Richard Quine (1965)
- Per un pugno di donne (Tickle Me), regia di Norman Taurog (1965)
- The Navy vs. the Night Monsters, regia di Michael A. Hoey (1966)
- Berretti verdi (Green Berets), regia di John Wayne e Ray Kellogg (1968)
- The Shakiest Gun in the West, regia di Alan Rafkin (1968)
- Uomini d'amianto contro l'inferno (Hellfighters), regia di Andrew V. McLaglen (1968)
- I due invincibili (The Undefeated), regia di Andrew V. McLaglen (1969)
- Chisum, regia di Andrew V. McLaglen (1970)
- Rio Lobo, regia di Howard Hawks (1970)
- La TV ha i suoi primati (The Barefoot Executive), regia di Robert Butler (1971)
- L'ultimo eroe del West (Scandalous John), regia di Robert Butler (1971)

### Televisione
- Playhouse 90 – serie TV, un episodio (1959)
- Have Gun - Will Travel – serie TV, 13 episodi (1958-1962)
- Gli uomini della prateria (Rawhide) – serie TV, 7 episodi (1959-1964)
- Gunslinger – serie TV, episodio 1x01 (1961)
- Ripcord – serie TV, episodi 1x03-2x21 (1961-1963)
- The Greatest Show on Earth – serie TV, episodio 1x09 (1963)
- Lassie – serie TV, 3 episodi (1963-1964)
- The Lieutenant – serie TV, episodio 1x23 (1964)
- Il fuggiasco (The Fugitive) – serie TV, 3 episodi (1963-1965)
- Bonanza – serie TV, 3 episodi (1961-1966)
- Dragnet 1967 – serie TV, 2 episodi (1968-1969)
- Sui sentieri del West (The Outcasts) – serie TV, episodio 1x14 (1969)
- Il virginiano (The Virginian) – serie TV, 11 episodi (1963-1970)
- Un taxi per San Diego (Night Chase) – film TV (1970)
- Gunsmoke – serie TV, 6 episodi (1959-1972)
- La perla nera (The Log of the Black Pearl) – film TV (1975)
- Clandestino per la luna (Stowaway to the Moon) – film TV (1975)
- Hard Ground - La vendetta di McKay (Hard Ground) – film TV (2003)